# Războiul Ruso-Turc (1686–1700)
Războiul ruso-turc din 1686—1700 este o parte a efortului european concertat de oprire a marșului continuu către inima continentului a Imperiului Otoman. Mai largul conflict europeano-otoman este cunoscut ca Războiul dintre Liga Sfântă și Imperiul Otoman. 

Războiul Ruso-Turc a început după ce Țaratul Rusiei s-a alăturat coaliției europene anti-turce (Imperiul Habsburgic, Uniunea statală polono-lituaniană, Republica Veneția) în 1686, după ce Polonia-Lituania a fost de acord să recunoască incorporarea Kievului și a malului stâng al Niprului în Rusia.

## Războiul
De-a lungul conflictului, armata rusă a organizat campaniile din Crimeea din 1687 și 1689, ambele încheiate cu înfrângeri pentru ruși. În ciuda eșecurilor, Rusia a lansat campaniile din Azov în 1695 și 1696 și, după ce a ridicat asediul acestei cetăți în 1695, a reușit să o ocupe în 1696.

## Tratatul de pace
În contextul pregătirilor de război cu Imperiul Suedez, țarul rus Petru cel Mare a semnat tratatul de la Karlowitz cu otomanii în 1699. Ulterior, prin tratatul de la Constantinopol⁠(en)[traduceți] din 1700, turcii au cedat Rusiei Azovul, cetatea Taganrog, Pavlovsk și Mius și a primit un ambasador rus la Constantinopol, și a asigurat repatrierea tuturor prizonierilor de război. Țarul s-a angajat la rândul său ca supușii săi, cazacii, să nu-i atace pe otomani, în timp ce sultanul s-a angajat la același lucru pentru tătarii crimeeni.